# Widow's Might
Widow's Might (em português:  Poder da Viúva) é um filme de comédia britânica de 1935, dirigido por Cyril Gardner e estrelado por Laura La Plante, Yvonne Arnaud e Garry Marsh. Foi baseado em uma peça de Frederick J. Jackson.

## Elenco
- Laura La Plante - Nancy Tweesdale
- Yvonne Arnaud - Princesa Suzanne
- Garry Marsh - Barry Carrington
- George Curzon - Campeão
- Barry Clifton - Cyril Monks
- Margaret Yarde - Cook
- Davina Craig - Amelia
- Joan Hickson - Burroughs
- Hugh E. Wright - Peasgood
- Hay Plumb - Sargento Dawkins